# مدرسه علوم انسانی و علوم دانشگاه استنفورد
مدرسه علوم انسانی و علوم دانشگاه استنفورد (به انگلیسی: Stanford University School of Humanities and Sciences) قلب برنامه‌های کارشناسی است و اکثر مدارک دانشگاه استنفورد را اعطا می‌کند و دارای ۲۳ دپارتمان و ۲۰ برنامه اعطای مدرک بین رشته‌ای است. این مدرسه به‌طور رسمی در سال ۱۹۴۸ از ادغام مدرسه‌های علوم زیستی، علوم انسانی، علوم فیزیکی و علوم اجتماعی ایجاد شد. قدمت این دانشکده‌ها به اواسط دهه ۱۹۲۰ برمی‌گردد.

## بخش‌ها
این دانشکده به سه دپارتمان تقسیم می‌شود: علوم انسانی و هنر، علوم طبیعی و علوم اجتماعی.